# 大炊御門幾麿
大炊御門 幾麿（おおいのみかど いくまろ、1875年〈明治8年〉4月8日 - 1919年〈大正8年〉8月11日）は、日本の華族。位階・勲等・爵位は正三位勲三等侯爵。

## 経歴
華族・大炊御門家信の七男として京都で生まれる。父の隠居に伴い1884年（明治17年）2月9日に家督を相続。同年7月7日、侯爵を叙爵。1900年（明治33年）3月9日、満25歳となり貴族院侯爵議員に就任し、死去するまで在任した。

## 栄典
- 1919年（大正8年）7月21日 - 正三位[7]

## 家族
- 父：大炊御門家信（1818 - 1885）
- 母：不詳
- 妻：不詳
- 妾：保木江ん（1881 - ?）
  - 長男：経輝（1908 - ?） - 貴族院議員。
  - 長女：信子（1910 - ?） - 岐阜県・立川俊三[8]の妻。